# Dios y Patria
Dios y Patria è un inno scolastico per voce e pianoforte scritto da Matías Calandrelli e musicato da Giacomo Puccini.  L'autografo di Puccini reca la data 3 agosto 1905, ma il giornale La Prensa (che aveva proposto al compositore di musicare l'inno di Calandrelli) lo pubblicò dodici giorni dopo, il 15 agosto. Si tratta dell'unica composizione pucciniana su versi in lingua straniera, risalente al soggiorno del compositore italiano a Buenos Aires del 1905. L'italiano Calandrelli, autore del testo, era una figura di spicco nell'Argentina del tempo, nella quale si batteva dal 1871 per un'opera di rinnovamento pedagogico in accordo con il presidente Sarmiento.

## Testo
Il testo ufficiale in spagnolo scritto da Calandrelli è il seguente, si riporta accanto la traduzione di Stefano Panzeri:
de luz y de flores,

en estos albores

de mi juventud.

Corone las sienes

de vírgenes almas:

merecen las palmas

candor y virtud.

La Patria y Dios,

me han dado el ser,

mente y saber

en galardón!

La Patria y Dios

cumple adorar.

En el altar

del corazón.

La niña estudiosa,

en ansia inocente,

cultiva la mente

con férvido amor.

Capullo de rosa

al mundo se asoma,

esparce su aroma,

su gracia y candor.

La Patria y Dios,

me han dado el ser,

mente y saber

en galardón!

La Patria y Dios

cumple adorar.

En el altar

del corazón.

Hoy risa y ternura

y madre mañana,

más, madre espartana

de temple viril.

Muy pronto á la Patria,

sus hijos ofrenda

la más bella prenda

de su alma gentil.

La Patria y Dios,

me han dado el ser,

mente y saber

en galardón!

La Patria y Dios

cumple adorar.

En el altar

del corazón.

Los niños emulan

la fuerza y la gloria

que graba en la historia

el patrio valor;

y padres un día

de fuertes varones

en sus corazones

infundan valor.

La Patria y Dios,

me han dado el ser,

mente y saber

en galardón!

La Patria y Dios

cumple adorar.

En el altar

del corazón.

La raza, la fama,

la antigua pujanza,

la fé, la esperanza,

su culto tendrán;

y en tiempos cercanos,

más bellos y amenos

felices serenos

los días serán.

La Patria y Dios,

me han dado el ser,

mente y saber

en galardón!

La Patria y Dios

cumple adorar.

En el altar

del corazón.»
di luce e di fiori

in questi albori

di mia giovinezza

cinga le tempie

di vergini anime:

meritano il plauso

candore e virtù.

La patria e Dio

mi han dato in premio la vita,

la mente e il sapere!

La patria e Dio

son da adorar

sull’altare

del cuore.

La fanciulla studiosa

in innocente ansia

coltiva la mente

con fervido amore.

Bocciolo di rosa,

al mondo si affaccia,

diffonde il suo aroma,

la grazia e il candore.

La patria e Dio

mi han dato in premio la vita,

la mente e il sapere!

La patria e Dio

son da adorar

sull’altare

del cuore.

Oggi risa e tenerezza

e madre domani

e ancor madre severa

di tempra virile.

Molto presto alla patria

i suoi figli offre

il più bell’abito

della sua anima gentile.

La patria e Dio

mi han dato in premio la vita,

la mente e il sapere!

La patria e Dio

son da adorar

sull’altare

del cuore.

I fanciulli imitano

la forza e la gloria

che imprime alla storia

il patrio coraggio;

e, un giorni padri

di forti giovani,

nei lor cuori 

infondano valore.

La patria e Dio

mi han dato in premio la vita,

la mente e il sapere!

La patria e Dio

son da adorar

sull’altare

del cuore.

La razza, la fama,

l’antico impeto,

la fede, la speranza,

avranno un loro culto;

e in tempi prossimi

più belli ed ameni

felici e sereni

i giorni saranno.

La patria e Dio

mi han dato in premio la vita,

la mente e il sapere!

La patria e Dio

son da adorar

sull’altare

del cuore.»
(Matías Calandrelli, "Dios y Patria")